# Pricesmart
Pricesmart, Inc., av företaget skrivet PriceSmart, Inc., är en amerikansk multinationell detaljhandelskedja som är enbart för medlemsregistrerade konsumenter som finns i länder i Central- och Sydamerika samt i Västindien.
De har totalt 39 varuhus i följande länder: Amerikanska Jungfruöarna (1), Aruba (1), Barbados (1), Colombia (9), Costa Rica (8), Dominikanska republiken (3), El Salvador (2), Guatemala (3), Honduras (3), Jamaica (1), Nicaragua (2), Panama (7) och Trinidad och Tobago (4).
Detaljhandelskedjan grundades 1993 av Robert- och Sol Price efter att de lämnade konkurrenten Costco Wholesale Corporation. De två var med och grundade detaljhandeskedjan Price Club 1976 och som fusionerades med Costco 1983. Pricesmart och Costco har inga kopplingar med varandra förutom att de har samma (del)grundare och liknande affärsmodell.